# Episodi di Hazzard (settima stagione)
La settima e ultima stagione della serie televisiva Hazzard è composta da 17 episodi ed è stata trasmessa da CBS dal 21 settembre 1984 all'8 febbraio 1985.
| nº | Titolo originale                 | Titolo italiano                | Prima TV USA      | Prima TV Italia |
| -- | -------------------------------- | ------------------------------ | ----------------- | --------------- |
| 1  | Happy Birthday, General Lee      | Candeline per il Generale      | 21 settembre 1984 |                 |
| 2  | Welcome, Waylon Jennings         | Sette vecchie care note        | 28 settembre 1984 |                 |
| 3  | Dr. Jekyll and Mr. Duke          | La fiala della discordia       | 5 ottobre 1984    |                 |
| 4  | Robot P. Coltrane                | Robot P. Coltrane              | 12 ottobre 1984   |                 |
| 5  | No More Mr. Nice Guy             | In carcere per premio          | 19 ottobre 1984   |                 |
| 6  | The Dukes in Hollywood           | Intrigo a Hollywood            | 2 novembre 1984   |                 |
| 7  | Cool Hands, Luke & Bo            | Boss contro Boss               | 9 novembre 1984   |                 |
| 8  | Go West, Young Dukes             | 13 giugno 1862                 | 16 novembre 1984  |                 |
| 9  | Cale Yarborough comes to Hazzard | Un campione di cuore           | 23 novembre 1984  |                 |
| 10 | Danger on the Hazzard Express    | Tele-comando                   | 30 novembre 1984  |                 |
| 11 | Sittin' Dukes                    | Evasi invadenti                | 14 dicembre 1984  |                 |
| 12 | Sky Bandits over Hazzard         | Banditi tra le nuvole          | 21 dicembre 1984  |                 |
| 13 | The Haunting of J.D. Hogg        | Nuovo testamento               | 4 gennaio 1985    |                 |
| 14 | When You Wish Upon a Hogg        | La lampada delle illusioni     | 11 gennaio 1985   |                 |
| 15 | Strange Visitor to Hazzard       | Un amico celestiale            | 25 gennaio 1985   |                 |
| 16 | Enos and Daisy's Wedding         | Assoluzione ai fiori d'arancio | 1º febbraio 1985  |                 |
| 17 | Opening Night at the Boar's Nest | Una festa per le feste         | 8 febbraio 1985   |                 |

## Candeline per il Generale
- Titolo originale: Happy Birthday, General Lee
- Diretto da: Tom Wopat
- Scritto da: Si Rose

### Trama
Bo, Luke, Daisy, zio Jesse e Cooter stanno festeggiando gli otto anni del Generale Lee, ricordando come tutto è iniziato. Otto anni prima: Luke, in camicia blu, e Bo, in camicia rossa e bianca, stanno cercando un'auto per il loro motore e, girando col carro attrezzi di Cooter, la trovano da uno sfasciacarrozze, ma l'auto (nera) è lasciata da Ginny e Rick che hanno appena rapinato una banca a Capitol City nascondendo l'oro su quell'auto spacciandosi per i nuovi Bonnie e Clyde. Intanto Boss Hogg, con qualche capello in più e qualche chilo in meno, indìce la solita corsa di auto annuale e Bo e Luke intendono parteciparvi per vincere i diecimila dollari di premio. Boss concede il prestito per l'iscrizione di cinquecento dollari in cambio dell'assunzione di Daisy al Boar's Nest. Alla fine Bo e Luke vinceranno la gara con quell'auto dipinta di arancione, perché Cooter aveva solo quel colore, nominata Generale Lee, un personaggio storico del sud, costringendo a Boss a mangiarsi il cappello e a Rosco a tagliarsi i baffi.

## Sette vecchie care note
- Titolo originale: Welcome, Waylon Jennings
- Diretto da: Robert Sweeney
- Scritto da: Len Kaufman e Myles Wilder (sceneggiatura); Myles Wilder e David R. Toddman (soggetto)

### Trama
Waylon Jennings, noto cantante country, arriva ad Hazzard per promuovere il suo museo itinerante di musica country in autoarticolato, ma due tizi (Jeb e Buddy), assoldati da Boss Hogg, rubano il camion per rivenderlo non sapendo che è finto. Infatti Betty Jo, assicuratrice di Jennings, aveva il camion vero. Una volta ad Hazzard, Boss fa rubare il camion vero, facendo incolpare i Duke lasciando il cappello regalato loro da Jennings, tanto che anche Betty Jo crede loro colpevoli. Con l'aiuto di Jennings, i Duke risolveranno ogni cosa.
- Curiosità: alla fine della puntata Waylon Jennings, dopo esserne stato co-protagonista, canta al Boar's Nest Never could toe the mark.

## La fiala della discordia
- Titolo originale: Dr. Jeckill and Mr. Duke
- Diretto da: Michael Caffey
- Scritto da: Len Kaufman e Myles Wilder

### Trama
Mentre ne prende per il radiatore del Generale Lee, Luke beve dell'acqua da uno stagno, dove si è rotta una fiala cadendo da un furgone del "centro ricerche genetiche"; da quel momento diventa irascibile e scontroso con tutti. Intanto Hurley e Ben, due criminali, progettano di rapinare la banca di Boss Hogg, ma il loro autista Zeb viene fermato da Enos perché alla guida di un'auto rubata. Osservando casualmente Luke alla guida del generale decidono di assumere lui come nuovo autista. Bo, Daisy e zio Jesse trovano la fiala allo stagno, così si rivolgono al centro di ricerche dove vengono informati della perdita della fiala contenente una sostanza psicotropa e che l'effetto dura 24 ore. Dopo la rapina, Bo e Enos bloccano Hurley, Ben e Luke proprio quando termina l'effetto della sostanza e tutto torna alla "normalità".
- Guest star: Alan Autry (Hurley)

## Robot P. Coltrane
- Titolo originale: Robot P. Coltrane
- Diretto da: Robert Sweeney
- Scritto da: Len Kaufman e Myles Wilder

### Trama
Marv e Rance, due inventori non certo campioni di simpatia, hanno rubato un robot (Bobby Joe) per ripicca, alla ditta dove lavoravano per rivenderlo a New Orleans, ma dopo essersi quasi scontrati coi Duke e poi con Rosco, decidono di vendere il robot a Boss Hogg, col quale sostituisce Rosco come sceriffo, chiamandosi Robot P. Coltrane. Ma i due inventori progettano di derubare la banca di Boss, il quale ne mette il robot a guardia. Così, grazie ai comandi del robot poi neutralizzati con acqua da Daisy, i due la rapinano e i Duke li fermeranno.

## In carcere per premio
- Titolo originale: No more Mr. Nice Guy
- Diretto da: Ralph Riskin
- Scritto da: Martin Roth

### Trama
Daisy vince una serie di premi per essere diventata il milionesimo cliente al Capitol City Departement Store. Ma il concorso è falso e i premi sono stati rubati, il tutto come parte dell'ultimo piano di Boss Hogg per incastrare i Duke, perché sta arrivando il senatore ad Hazzard e vuole far vedere che la giustizia funziona. Ma quando sbatte la testa e perde memoria e collana per i suoi soci, questi (Stoney e Zack, comandati dalla bella Billie Jean) lo rapiscono, temendo che rivelerà la loro truffa alle autorità. 

## Intrigo a Hollywood
- Titolo originale: The Dukes in Hollywood
- Diretto da: George Bowers
- Scritto da: Si Rose

### Trama
Durante le riprese di un film ad Hazzard, il noto attore Brock Curtis ha l'auto coi freni rotti, ma l'intervento di Bo e Luke con il Generale Lee riesce a fermarlo, tanto che il regista li vuole a Hollywood per finire il film. Il produttore Dillard, però, sommerso dai debiti, vuole incassare i cinque milioni di dollari di assicurazione su Curtis, quindi, con il suo scagnozzo Blake, ci riproverà. Bo, Luke e Daisy aiuteranno Curtis. Intanto Boss e Rosco, a Hollywood per essere i tutori dei Duke in libertà vigilata, importunano tutti per fare un film sulla vita di Boss.
- Curiosità: lungo tutto l'episodio, Boss assilla il produttore Dillard cercando di vendergli la storia della sua vita come soggetto per un film. Boss auspica che l'interprete del suo ruolo sia Robert Redford, quello di sua moglie Lulù sia affidato a Bo Derek o a Raquel Welch, mentre Rosco afferma che sarà Burt Reynolds a interpretarlo nel film. L'auspicio di Rosco si avvererà in parte nel 2005, nel film Hazzard, dove effettivamente sarà presente Reynolds, ma nella parte di Boss Hogg.

## Boss contro Boss
- Titolo originale: Cool Hands, Luke & Bo
- Diretto da: Ralph Riskin
- Scritto da: Michael Michaelian e Michael Sevareid

### Trama
Il terribile colonnello Cassius Claibourne, boss della contea di Osage, fa fermare e imprigionare, ai lavori forzati, Bo e Luke dai suoi uomini, per costringere il nemico Boss Hogg a cedergli Hazzard. Boss Hogg, però, è irremovibile e non ha intenzione di far niente, ma Hazzard capeggiata da Lulu lo spinge ad andare ad Osage insieme a Rosco, come aveva previsto Claibourne. Così può imprigionare anche loro. Dopo un'evasione fallita, Bo e Luke riusciranno nell'intento anche di liberare tutti gli altri con l'aiuto di zio Jesse, Daisy e Lulu.

## 13 giugno 1862
- Titolo originale: Go West, Young Dukes
- Diretto da: Don McDougall
- Scritto da: Martin Roth

### Trama
Boss Hogg trova un atto di vendita dove Jeremiah, avo dei Duke, ha venduto la fattoria a suo nonno Thadius. Così dal diario di Jeremiah, zio Jesse legge come sono andate le cose. La vicenda si svolge ad Hazzard (anzi Sleepy City) il 13 giugno 1862, quando Jeremiah e sua moglie Jenny chiamano tre nipoti (Joe, Hunk e Dixie) ad aiutarlo, dopo un incendio alla sua fattoria. Hunk viene accusato di aver rubato il cavallo di Thadius, così per cauzione Jeremiah gli cede la fattoria. Ma Frank e Jesse James, ingaggiati dallo sceriffo Rufus contro i Duke, derubano Thadius e i Duke li fermano. Thadius è riconoscente e restituisce la fattoria. Nel presente, i Duke troveranno il documento.

## Un campione di cuore
- Titolo originale: Cale Yarborough comes to Hazzard
- Diretto da: James Best
- Scritto da: Len Kaufman e Myles Wilder

### Trama
Cale Yarborough, noto pilota NASCAR, decide di andare a trovare Robby, un ragazzo suo fan che deve essere operato. Ma per la strada, Eddie ed Elmo, che hanno rapinato centomila dollari a Capitol City, gli portano via auto e portafogli, anche se riesce a toglier loro i soldi grazie all'arrivo della sirena di Rosco che lo arresta, insieme a Bo e Luke, perché non lo riconosce. Evasi, Bo e Luke portano Cale da Robby. Boss Hogg vuole tenere i soldi della rapina, ma Eddie ed Elmo lo minacciano. Bo e Luke, aiutati da Cale, risolvono la situazione.
- Curiosità: protagonista dell'episodio è Cale Yarborough, famoso pilota NASCAR, qui per la seconda volta nella parte di se stesso.

## Tele-comando
- Titolo originale: Danger on the Hazzard Express
- Diretto da: Sorrell Booke
- Scritto da: Si Rose

### Trama
Burke, Carney e Perry hanno un dispositivo per telecomandare un'auto che, durante una prova, finisce fuori strada evitando uno scontro con il Generale Lee. L'auto era preparata su ordine di Boss Hogg, per scontrarsi, imbottita di dinamite, a Eagle Point con il treno delle 17 che trasporta due milioni di dollari da rapinare. Bo, Luke e Daisy, vista l'auto senza autista, provano ad indagare, ma Burke e Perry rubano loro il Generale da usare contro il treno. Bo e Luke trovano un plastico con trenino e macchinina nell'ufficio di Boss, capendo tutto.

## Evasi invadenti
- Titolo originale: Sittin' Dukes
- Diretto da: George Bowers
- Scritto da: Martin Roth

### Trama
Benson e Hixx, con il suo grillo Herman, sono due evasi da Chikasaw che piombano alla fattoria dei Duke perché Benson ha un conto in sospeso con Luke. Luke è stato il suo sergente nei marines che l'ha condannato alla prigione perché assassino. Intanto Lulu e Rosco tentano di far dimagrire Boss Hogg, mentre arriva l'invadente sceriffo Little di Chikasaw che prende il controllo delle operazioni sulla cattura dei criminali. Bo e Luke sono costretti dai due criminali a portarli fuori Hazzard col Generale Lee, ma sapranno cavarsela. 

## Banditi tra le nuvole
- Titolo originale: Sky Bandits over Hazzard
- Diretto da: Ralph Riskin
- Scritto da: Si Rose

### Trama
Un furgone blindato, che Bo e Luke aiutano ad uscire da un fosso, sta trasportando ad Atlanta tre milioni di dollari dalla banca di Boss Hogg, ma tre rapinatori, comandati dalla bella Kate, lo portano via con un elicottero pilotato da lei. Boss e Rosco arrestano Bo e Luke perché Enos li ha visti insieme al furgone. Poi, un secondo furgone viene rapinato: li fanno evadere e li seguono camuffati, sapendo che cercheranno i colpevoli. Daisy incappa nei rapinatori: Bo e Luke, con i deltaplani, e poi zio Jesse, Boss, Rosco e Cooter li troveranno.

## Nuovo testamento
- Titolo originale: The Haunting of J.D. Hogg
- Diretto da: Tom Wopat
- Scritto da: Len Kaufman e Myles Wilder

### Trama
Silas, lo zio di Boss Hogg, ha cambiato testamento poco prima di morire dove viene nominato esecutore zio Jesse, perché vuole la sua eredità ai bisognosi. Boss e l'avvocato Larson fanno sparire il nuovo testamento, ma zio Jesse ha una lettera di Silas che, alla fattoria dei Duke, Boss e Rosco confiscano. Con l'aiuto dell'ex ventriloquo Winkle e i suoi congegni elettronici, i Duke convincono Boss del fantasma di Silas nella sua vecchia casa e di fare beneficenza con la sua eredità. Ma Larson e il suo tirapiedi Sharp rapiscono Daisy per quei soldi.

## La lampada delle illusioni
- Titolo originale: When You Wish Upon a Hogg
- Diretto da: Michael Caffey
- Scritto da: Martin Roth

### Trama
Hughie Hogg, nipote di Boss, torna ad Hazzard affidando un cofanetto a Enos contenente una lampada che Boss strofina facendo uscire un gran fumo insieme a una fata, che in realtà è Trixie, amica di Hughie. Boss chiude Bo e Luke in prigione, che i soliti compari di Hughie hanno messo addormentandoli con una bomboletta di gas soporifero nel Generale Lee, e soldi (falsi). Tutto organizzato per portare via a Boss i suoi averi, in cambio della lampada. Bo e Luke fuggono grazie alle canne da pesca e, presi i due compari, li fanno confessare.

## Un amico celestiale
- Titolo originale: Strange Visitor to Hazzard
- Diretto da: Sorrell Booke
- Scritto da: Si Rose

### Trama
Ad Hazzard si diffonde la mania di avvistamento UFO, Enos vede una gran luce nella valle delle puzzole e ne rimane sconvolto. Boss Hogg e Rosco vanno in quella valle per trasformarla nel primo "spaziodromo" del mondo. Ma un extra-terrestre muto e di bassa statura c'è davvero e si nasconde nel Generale Lee. Alla fattoria, i Duke e poi Enos fanno la sua conoscenza. Intanto due malandrini di Atlanta, Larsen e Simmons, pensano di sfruttare la situazione, diffondendo il panico UFO con un comunicato alla radio di Boss, per rapinare tutti.
- Special Guest: Felix Silla (Cuginetto, l'extra-terrestre misterioso)
- Curiosità: In quell'episodio era la prima di un italiano in un telefilm statunitense, Felix Silla, nato a Roccacasale in provincia de L'Aquila (Abruzzo), ed è morto a Las Vegas il 16 aprile 2021.

## Assoluzione ai fiori d'arancio
- Titolo originale: Enos and Daisy's Wedding
- Diretto da: Tom Wopat
- Scritto da: Martin Roth (sceneggiatura); Lef Kaufman e Myles Wilder (soggetto)

### Trama
Due furfanti, Jerry e Slade, costringono Enos a rapinare la banca di cui è a guardia. Daisy, vede Enos portare il denaro in un'auto e salirci, salutandola di sfuggita. Riportato da Bo e Luke, viene arrestato da Boss e Rosco secondo la testimonianza di Daisy. Lei, per non testimoniare contro Enos, gli chiede di sposarlo. Ma né il procuratore generale (desideroso di chiudere la questione in vista delle elezioni), né i due furfanti (che perderebbero il sospettato) vogliono quel matrimonio. Così mettono i soldi in casa di Enos, incriminandolo del tutto.

## Una festa per le feste
- Titolo originale: Opening Night at the Boar's Nest
- Diretto da: John Schneider
- Scritto da: Si Rose e John Schneider

### Trama
Lulu organizza uno spettacolo di beneficenza al Boar's Nest, dove parteciperanno anche i Duke con Cooter, Rosco e Enos. Intanto Floyd Malone esce di prigione e, con suo fratello Bubba, vuole Boss Hogg perché lo ha mandato in prigione, così lo prendono fuori dal Boar's Nest, mentre esce da una botola facendo da assistente a Rosco (il grande mago Coltreno), per andare a chiudere un affare ad Hazzard. I Malone chiedono un riscatto di un milione di dollari. I Duke li prenderanno, mentre Rosco si convince di averlo fatto sparire veramente.